# سيمون جونز (لاعب كريكت)
سيمون جونز (25 ديسمبر 1978 في المملكة المتحدة - ) (بالإنجليزية: Simon Jones)‏ هو لاعب كريكت بريطاني. شارك مع منتخب إنجلترا للكريكت. أما مع النوادي، فقد لعب مع نادي مقاطعة ورسسترشاير للكريكيت ‏ ونادي مقاطعة غلاموركن للكريكت ‏ ونادي مقاطعة هامبشاير للكريكت ‏.

## وصلات خارجية
- سيمون جونز على موقع إي آس بي آن كريك إنفو (الإنجليزية)